# Охочинский, Никита Владимирович
Никита Владимирович Охочинский (5 сентября 1923 — 8 сентября 2010, Санкт-Петербург) — советский и российский театральный деятель, актёр и режиссёр Санкт-Петербургского государственного театра марионеток имени Е. С. Деммени. Заслуженный артист РСФСР (1974).

## Биография
Никита Владимирович Охочинский — потомственный петербуржец. Среди его предков — знаменитый польский и русский живописец Александр Осипович Орловский, скульптор, автор памятника «Стерегущий» в Санкт-Петербурге Константин Васильевич (Вильгельмович) Изенберг, врач-психиатр Константин Владимирович Охочинский.
Отец, Владимир Константинович Охочинский — из дворян, бывший офицер, журналист и библиограф, один из создателей Ленинградского общества библиофилов и Ленинградского общества экслибрисистов, был репрессирован; мать — Анна Константиновна Охочинская (Изенберг), выпускница Смольного института.
Н. В. Охочинский — участник Великой Отечественной войны. Сразу после окончания средней школы (июнь 1941) он поступил в Ульяновское танковое училище, по окончании которого стал командиром взвода танков Т-34 (1942). Служил в 4-м гвардейском Кантемировском танковом корпусе. Несколько раз был ранен, демобилизовался в звании лейтенанта в мае 1945 года.
С 13 мая 1945 года и до последних дней жизни Никита Владимирович работал в Театре марионеток имени Е. С. Деммени (Санкт-Петербург). Н. В. Охочинский — актёр, режиссёр, хранитель театрального музея, в период 1996—1997 года исполнял обязанности главного режиссёра театра. Им сыграно около 200 ролей в более чем 75 постановках театра. Н. В. Охочинский в качестве режиссёра-постановщика создал ряд спектаклей, в том числе — и по своим пьесам. Можно выделить такие спектакли, как «Приключения Тома Сойера» (по М. Твену), «Чиполлино» (по Дж. Родари), «И снова цирк!» и др.
С 1962 года Н. В. Охочинский преподавал в Ленинградском государственном институте театра, музыки и кинематографии (ЛГИТМИК, ныне — Санкт-Петербургская государственная академия театрального искусства), имел учёное звание доцента по кафедре актёрского мастерства и режиссуры кукольного театра. Он являлся автором спецкурса «Марионетка», практически все молодые актёры и режиссёры-кукольники, оканчивавшие институт, являлись слушателями этого курса и учениками Н. В. Охочинского.
Высшее профессиональное образование Н. В. Охочинский получил уже в зрелом возрасте, окончив ЛГИТМИК в 1970 году по специальности «театровед». Он — автор более 30 печатных работ по истории и теории театра кукол. В 2004 году была издана книга Охочинского «Цирк Театра Деммени», рассказывающая об истоках этого жанра и включающая оригинальную пьесу, которая содержит подробнейшую запись сложнейших цирковых номеров, входящих в репертуар театра с начала 1920-х годов. При этом кукольные цирковые представления, в разных версиях поставленные Охочинским («В нашем цирке», 1973, «И снова цирк!», 1994; «Цирк», 2004 — совместно с режиссёром Э. П. Гайдаем), продемонстрировали не только высочайшее мастерство актёров, их владение марионеткой, но и наглядно показали практически всю историю циркового кукольного жанра.
Н. В. Охочинский много работал над сохранением и развитием традиций кукольного театра и творческого наследия Е. С. Деммени. Он — автор-составитель книги «Призвание — кукольник» (1986), посвящённой жизни и творчеству Деммени, одного из создателей профессионального отечественного кукольного театра. В качестве режиссёра-консультанта он работал при возобновлении знаменитого спектакля Деммени «Гулливер в стране лилипутов». Благодаря информации, скрупулёзно собранной Охочинским на протяжении многих лет, его воспоминаниям и советам, удалось полноценно воссоздать классическую постановку (2001), которая была удостоена Высшей театральной премии Санкт-Петербурга «Золотой Софит» (2002).
Н. В. Охочинский на протяжении многих лет вёл работу по подготовке иллюстрированного каталога кукол, хранящихся в Театре марионеток имени  Е. С. Деммени. Им было атрибутировано более 850 кукол, подготовлено их полное описание, которое в 2004 году было издано в виде отдельной книги-каталога. Материалы этой книги были широко использованы в альбоме «Большая труппа маленького театра» (2008), автором-составителем которого являлся Н. В. Охочинский.
Своеобразным дополнением к этим книгам явилась подготовленная Охочинским хронология Театра марионеток, охватывающая период от момента выхода Декрета о создании театра в 1918 году до конца 2000 года. В эту книгу, подготовленную Никитой Владимировичем в соавторстве с сыном, М. Н. Охочинским, и названную «Двадцатый век прошёл… Субъективная хронология Санкт-Петербургского Театра марионеток имени Евгения  Деммени», включена информация практически обо всех спектаклях, наиболее важные события истории, выдержки из критических статей и отзывов, фотографии и рисунки. Хронология выпущена в 2004 году в свет и на сегодняшний день, по оценкам историков кукольного театра, является наиболее полным источником информации об истории Театра марионеток.
В 2011 году в издательстве «Балтийские сезоны» вышла книга Н. В. Охочинского «Вот ведь какая петрушка получается!», рукопись которой была завершёна в августе 2010 года. В книге подробно рассказывается не только о жизненном пути Никиты Владимировича — основное место в ней уделёно истории Театра марионеток, творческим поискам его коллектива. Немало добрых слов Н. В. Охочинский нашёл и для рассказа о творчестве Евгения Сергеевича Деммени, и на посту руководителя театра, и на эстраде, где Деммени прославился как талантливый исполнитель виртуозных кукольных номеров.
Никита Владимирович Охочинский являлся членом Союза театральных деятелей России, персональным членом УНИМА (Всемирная организация кукольников), почётным членом Российской секции УНИМА.
Жена -  Анна Александровна Охочинская преподаватель музыки.
Сын - Михаил Никитич  Охочинский  ученый, преподаватель  БГТУ  ВОЕНМЕХ им. Д,Ф,Устинова. 

## Награды и звания
- Орден Отечественной войны I степени.
- Орден Красной Звезды.
- Орден Дружбы народов (14 марта 1994 года) — за большие заслуги в области театрального искусства[1].
- Награждён 14 медалями.
- Заслуженный артист РСФСР (16 января 1974 года).
- Награждён нагрудным знаком Министерства культуры СССР «За отличную работу» (1964).
- Удостоен высшей театральной премии Санкт-Петербурга «Золотой софит» в номинации «За верность историческим и художественным традициям искусства театра марионеток» (1999).
- Лауреат Всесоюзного фестиваля театров, ансамблей, хоров (1957), победитель III и XI фестивалей «Театры Санкт-Петербурга — детям» (1995, 2002), Лауреат Международного фестиваля кукольных театров «Кук ART VII» (2005).